# Lannův kříž
Lannův kříž je drobná památka, která se nachází v Týně nad Vltavou (okres České Budějovice) na nároží domu čp. 13 v Dewetterově ulici. Kříž nechal postavit Tadeáš Lanna v roce 1824 jako poděkování za záchranu života svého syna Vojtěcha na břehu Vltavy u obce Horní Lipovsko. Kříž byl v roce 1852 přemístěn na dnešní místo v Týně nad Vltavou.

## Historie
Mladý Vojtěch Lanna, tehdy devatenáctiletý syn budějovického podnikatele Tadeáše Lanny, se plavil na lodi z Českých Budějovic do Prahy. Při průjezdu propustí v obci Horní Lipovsko dne 2. července 1824 plavec Jan Vodrážka z Purkarce nezvládl řízení a loď se rozlomila. Vojtěch Lanna se začal topit, ale zachránil ho mládek Jan Mrzena z Lipovského mlýna.
Tadeáš Lanna dal jako poděkování za záchranu syna vztyčit krucifix. Vojtěch Lanna později svému zachránci nechal postavit vlastní mlýn.
V roce 1852 byl kříž přenesen na současné místo v Dewetterově ulici v týnské čtvrti Horní Brašov, kde byl tehdy hotel Emanuela Hájka. Důvodem pro přesun byla skutečnost, že vltavský břeh pod křížem byl podemletý a hrozilo sesutí.
Na skále nad původním místem byl vztyčen nový kříž.

## Popis
Dnes již obtížně čitelný německý nápis na podstavci zní: 
Zum dankbaren Andenken an die Rettung aus den Wasserfluthen bei dem am 2. Juli 1824 hier vorgefallenen Schiffsbruche. Der Vorsicht Gottes ewig weises Walten, Ergründet nie der Mensch in seinem Wahn, Was sich durch Zufall scheinet zu gestalaten, Ist ein Ohngefaehr – ist ewiger Plan.

V překladu:
Na vděčnou vzpomínku záchrany z jezu při ztroskotání lodi 2. července roku 1824. Opatrnost Boží věčně ukazuje svoji vládu, neovlivňuje člověka v jeho rozhodnutích, co se náhodou přihodí je díky Bohu bezpečné, to je věčný plán.

Z nápisu je dnes viditelná pouze první část, protože zadní část soklu je zazděna do stěny domu. Na boku soklu pak jsou texty:
Errettete: Adalbert Lanna, k.k.Schiffmeister

Erretter: Joh. Mrzina, Müllermeister

I tyto nápisy jsou dnes neviditelné.
Dolní sokl je zhotoven z durbachitu. Na něm je pak nápis
MĚŠŤANSTVO
TÝNSKÉ
MDCCCLII

## Galerie

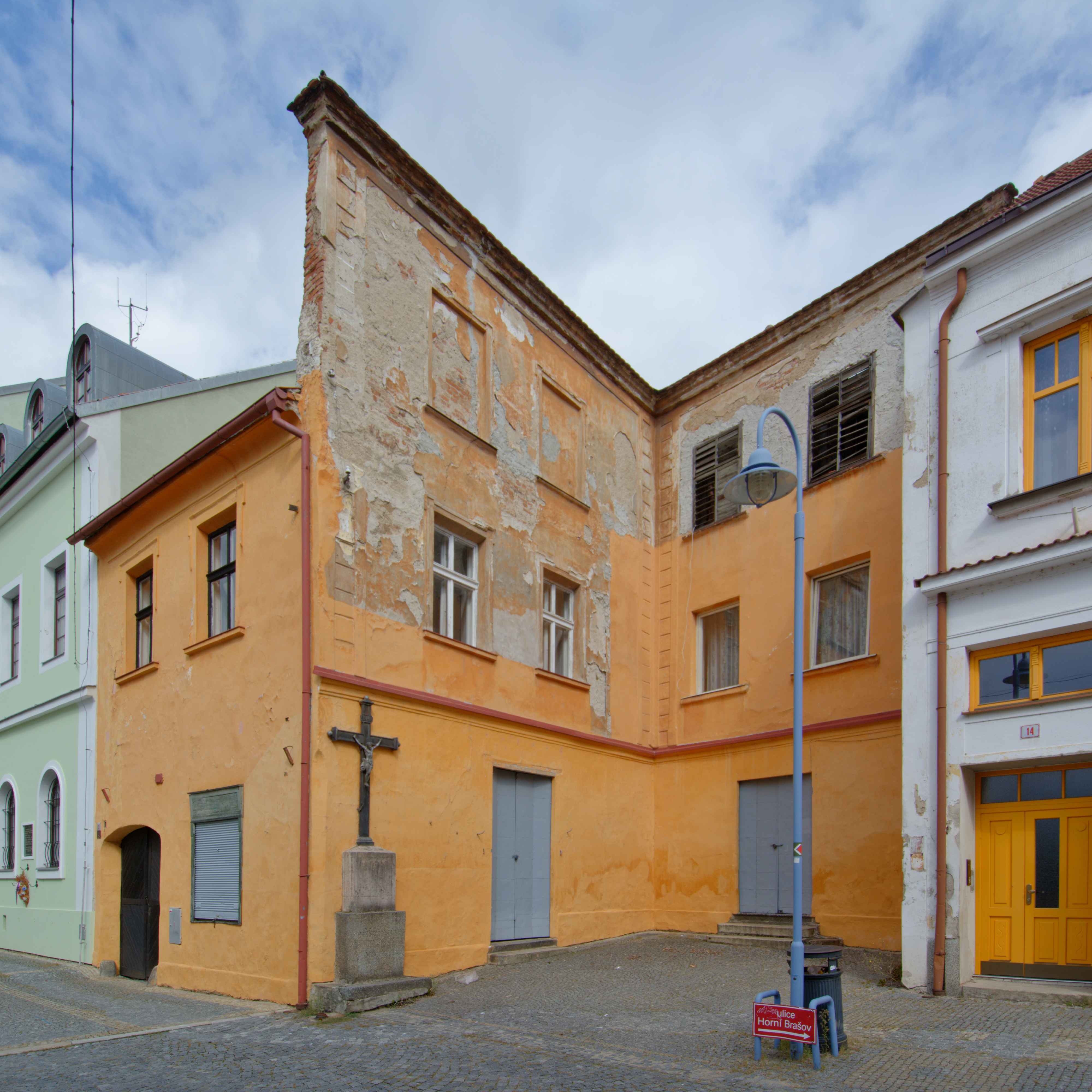
Dům čp. 13, bývalý Hotel Emanuela Hájka.
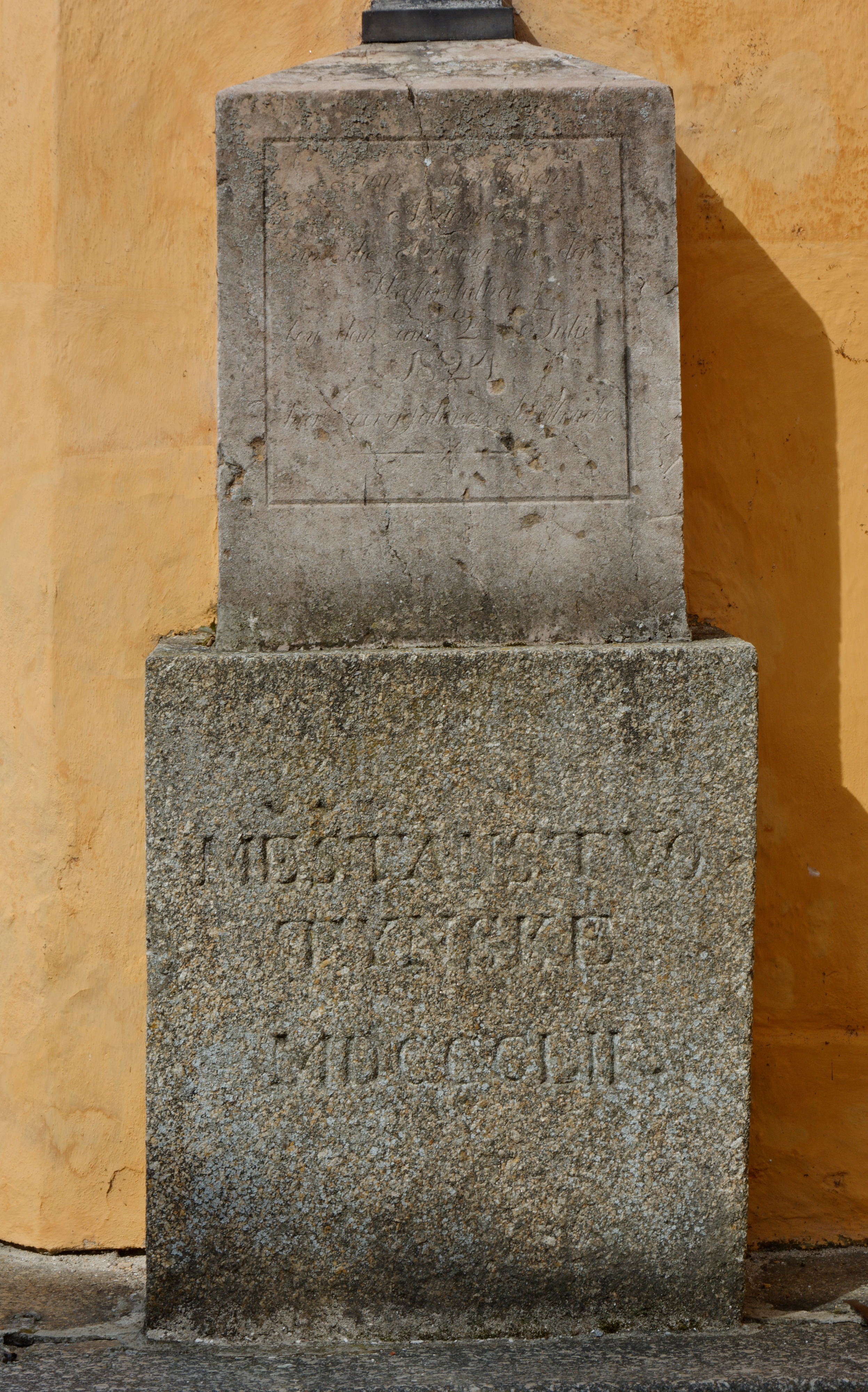
Lannův kříž, detail soklů s nápisy.
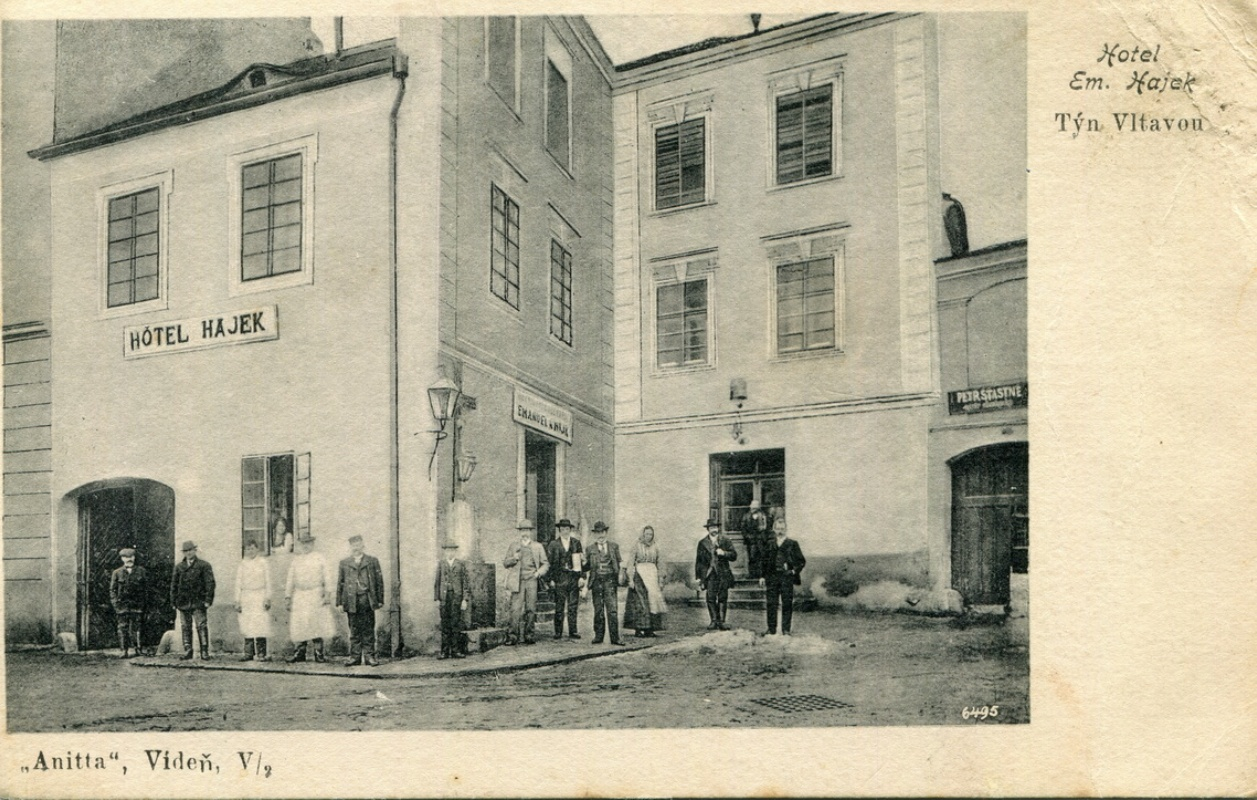
Lannův kříž na historické pohlednici Hotelu Emanuela Hájka.
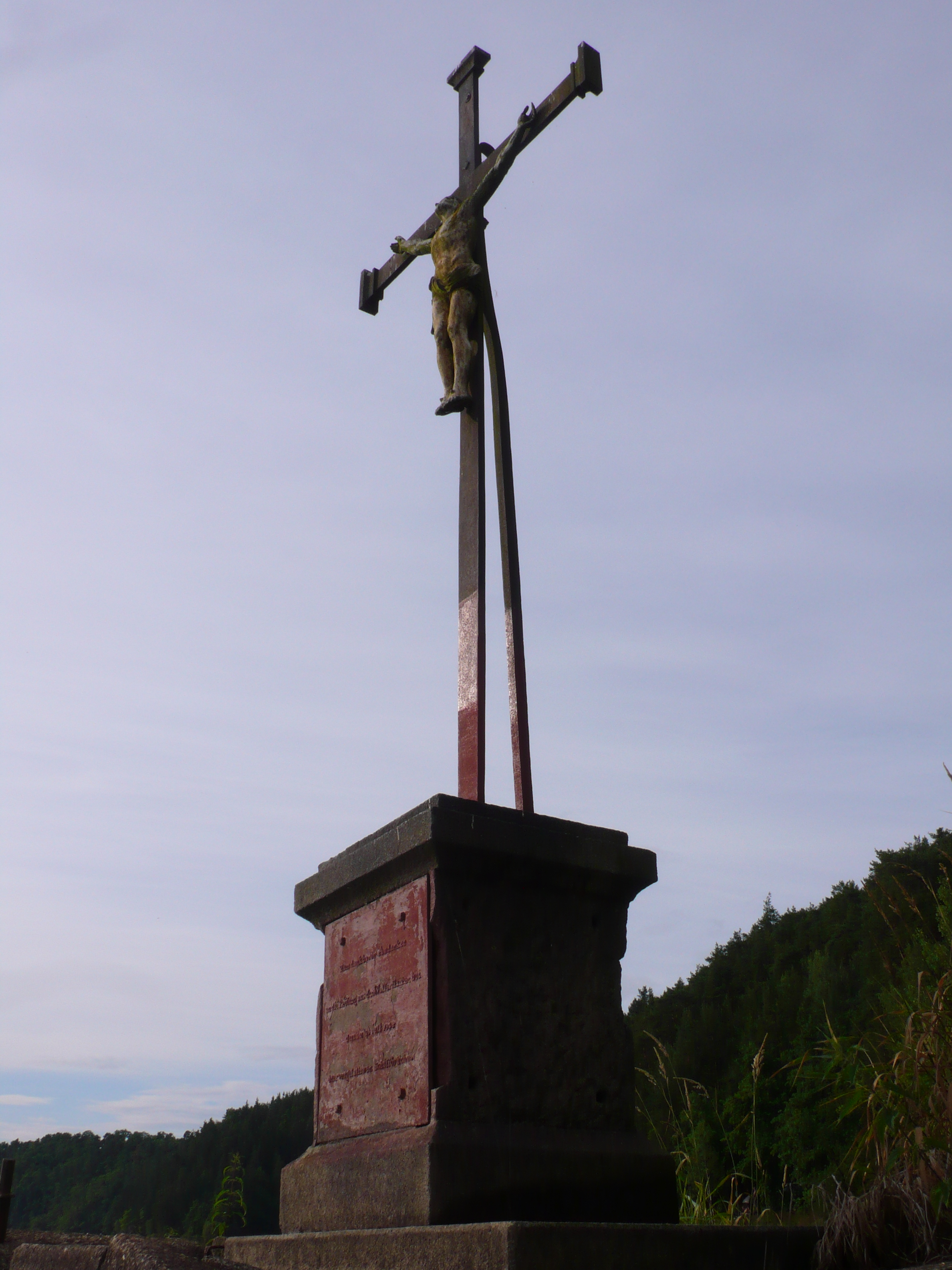
Druhý kříž v obci Horní Lipovsko nedaleko původního umístění Lannova kříže.